# Harem (programma televisivo)
Harem è stato un talk-show di Rai 3 condotto da Catherine Spaak dal 26 luglio 1987 al 2002, dal 1987 al 1996 presso gli studi Dear e dal 1997 al 2002 presso il Centro di produzione Rai Saxa Rubra.
Il programma adottava una formula che nel corso degli anni ha subito minime variazioni: seduta su un divano damascato in una scenografia che richiamava un harem orientale, in ogni puntata Catherine Spaak ospitava a turno tre donne, sia famose che sconosciute, discutendo con loro di temi intimi o attuali in un'atmosfera di complicità, come l'alcolismo, la fedeltà, il coraggio e la seduzione, parlando di loro stesse attraverso vecchie foto e oggetti significativi . Verso la fine della trasmissione veniva svelato l'ultimo ospite del programma, un "uomo misterioso" che aveva assistito dietro una grata alle precedenti interviste che avrebbe avuto poi lo scopo di commentare l'intera puntata.
Nella primavera del 1996, sempre nella collocazione del sabato in seconda serata su Rai 3, la Spaak non condusse Harem ma un altro talk show, Pascià - anche questo caratterizzato dalle scenografie arabeggianti - che analizzava con ironia il mondo maschile.
Nell'ultimo anno di messa in onda la formula di Harem era stata leggermente modificata: l'ospite misterioso veniva sostituito dalla figura del "saggio", un uomo o una donna che raccontava una sua storia particolare, poi commentata dalle altre ospiti insieme alla conduttrice.
Nonostante i buoni ascolti, al termine della sua quindicesima edizione consecutiva il programma è stato cancellato.
Gli autori del programma erano Catherine Spaak, Claudio Caterisano, Paolo Menghini e Raffaella Spaccarelli; regia di Caterina Nobiloni Laloni, Pierita Adami, Maurizio Fusco, Rony Daopoulos, Laura Valle. La musica della sigla era di Vito Abbonato.